# Mithridates (Racine)
Mithridates (Mithridate), Jean Racine drámája, bemutatva: 1673. január 13. Bourgogne-palota, Párizs.

## Történeti háttér
A Kr. e. 2. és 1. században uralkodó VI. Mithridatész Eupatór az anatóliai Pontosz királya volt, aki a Fekete-tenger vidékének nagy részére kiterjesztette hatalmát, majd három háborút is vívott a Római Köztársaság ellen. Jeles római hadvezérek – Sulla, Lucullus, Pompeius – vonultak fel ellene, akik minduntalan legyőzték. A hadviselési technika és a seregek felszereltsége a Római Birodalomnak kedvezett, amit Mithridatész nagy lendülettel igyekezett behozni, mindhiába. Végül Pharnakész nevű fia fellázadt ellene és öngyilkosságra kényszerítette a harcot soha fel nem adó uralkodót.

## Cselekmény
Mithridates nagy haditerveket sző Róma ellen, s meggyőződése, hogy az egész világ segíteni fogja őt. Közben egyik fia, Pharnaces kész arra, hogy kiegyezzen a rómaikkal, másik fia Xiphares éppen úgy ádáz ellenfele a rómaiaknak, mint atyja, anyja hiába próbált kiegyezni Pompeiusszal maga és a Xiphares javára Mithridates király ellen, Xiphares keményen küzd továbbra a rómaiak ellen.
A szorosan vett cselekményben éppen megint egy vesztett csata utáni helyzetben találjuk magunkat, a maradék hadsereg nehezen menekül haza felé, Mithridates királynak halálhírét költik egy Boszporusz melletti kikötőben, mely egyben a drámai cselekmény színhelye is. Ebben a helyzeteben találkozunk Mithridates király két fiával és Monimával, Mithridates jegyesével. Mindkét fiú feleségül óhajtja venni apja jegyesét. Monima csak egyiküket, Róma ádáz ellenfelét szereti már régtől fogva. Kiderül, hogy Mithridates nem halt meg, hajóival haza felé tart. Családtagjai félnek tőle, mivel mind vétettek ellene.
Mithridates érzi, hogy valami nincs rendben, de közben előadja nagy haditervét, s próbálja családját a Róma elleni harcra összefogni, s kideríti azt is, mi az igazság, jegyese kibe szeretett bele, végül még jegyeséről is lemond Xiphares fia számára. Közben idősebb fia, Pharnaces fellázítja ellene a sereget, nem nehéz, mert a katonák igen félnek attól, hogy Rómában a római hadsereggel kelljen harcolniok. Xiphares mindazokkal, akiket maga mellé tud állítani keményen harcol a lázadók ellen, Mithridates is segítségére siet. A lázadást leverik, de a király halálos sebet kap. Az idős haldokló királytól Monima, volt jegyese és Xiphares fia búcsúzik, mindketten Mithridates harcának folytatását vállalják, így szól Xiphares Monimához:
“Ó asszonyom, a gyászunk súlya egy;

Halálát az egész világ bosszulja meg.”
Racine Mithridates c. műve a Nagy Sándor c. drámával együtt az immanens és a való világbeli reménység tetőfokát képviseli, mely az állam és a király dicsőségét hirdeti. E történelmi drámák nagyon fontosak a francia irodalomban, a történelmi dráma műfaja a franciáknál soha nem került annyira előtérbe, mint pl. az angoloknál vagy a németeknél (Shakespeare, Goethe, Schiller, Kleist, Büchner).